# Веннс
Веннс (нім. Wenns) —  громада округу Імст у землі Тіроль, Австрія.
Веннс лежить на висоті  962 м над рівнем моря і займає площу  29,6 км². Громада налічує 1969 мешканців. 
Густота населення 67/км².  
|                                |
| Веннс на мапі округу та землі. |

 Адреса управління громади: Unterdorf 9, 6473 Wenns. 

## Демографія
Історична динаміка населення міста за даними сайту Statistik Austria

## Виноски
1. ↑  Dauersiedlungsraum der Gemeinden Politischen Bezirke und Bundesländer - Gebietsstand 1.1.2018 — Статистичне управління Австрії.
2. ↑  https://www.statistik.at/blickgem/blick1/g70224.pdf
3. ↑  www.wenns.tirol.gv.at. Архів оригіналу за 1 лютого 2020. Процитовано 3 червня 2022.
4. ↑  Gemeindedaten von Wenns. Архів оригіналу за 25 квітня 2021. Процитовано 21 липня 2013.

| Австрія | Це незавершена стаття з географії Австрії. Ви можете допомогти проєкту, виправивши або дописавши її. |